# Cissus planchoniana
Cissus planchoniana är en vinväxtart som beskrevs av Ernest Friedrich Gilg. Cissus planchoniana ingår i släktet Cissus och familjen vinväxter. Inga underarter finns listade i Catalogue of Life.